# 李屯站
李屯站是一个洛宜线上的铁路车站，位于河南省洛阳市洛龙区，建于1958年，目前为四等站，邮政编码为471023。不办理客运业务；仅办理专用线、专用铁路货运作业。